# Los pecados de un ardiente varón
Los pecados de un ardiente varón, (título original: Il piatto piange) es una película italiana de comedia estrenada en 1974, dirigida y coescrita por Paolo Nuzzi.
La película, basada en la novela homónima de Piero Chiara, fue nominada al Oso de oro en la 25ª edición del Festival Internacional de Cine de Berlín, galardón que recayó finalmente en el film húngaro Örökbefogadás.

## Sinopsis
Durante el periodo fascista en la Italia de los años 30, un joven llamado Camola está luchando por labrarse un futuro como abogado. Pero ese sueño  va perdiendo fuelle, en parte por la dificultad de la propia carrera y por las circunstancias sociales, donde el dinero fácil y el acceso a cualquier diversión son muy asequibles. Finalmente deja sus estudios y se acaba volcando en una vida que se resume en largas partidas de cartas que a menudo terminan de madrugada. Pero esto no termina de satisfacer a Camola, que verá que el sexo y el desenfreno serán los encargados de hacer desvanecer su pesadumbre y indolencia hacia la vida.

## Reparto
- Aldo Maccione - Camola
- Agostina Belli - Inés
- Andréa Ferréol - Lírica, la cantante
- Erminio Macario - Brovelli, el loco
- Renato Pinciroli - Rimediotti
- Franco Diogene - Peppino, el barbero
- Claudio Gora - el doctor
- Guido Leontini - Spreafico
- Armando Brancia - Giuseppe Migliavacca
- Daniele Vargas - el abogado
- Maria Antonietta Beluzzi - Mamma Rosa
- Alessandra Cardini
- Nazzareno Natale - Bertinelli, el mozo
- Giuseppe Maffioli - Venezia
- Bernard Blier - el sacerdote
- Angelo Pellegrino - el fotógrafo